# Henrique Jardim de Vilhena

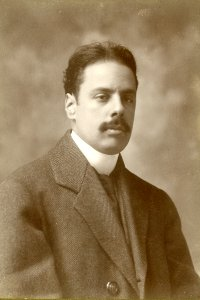
Henrique Jardim de Vilhena, 1915.

Henrique Jardim de Vilhena  (Lisboa, Mártires, 13 de Março de 1879 – Lisboa, 15 de Abril de 1958) foi um médico, professor universitário, académico, escritor e político português.

## Biografia
Filho de Júlio Marques de Vilhena, primo em segundo grau do 1.º Visconde de Ferreira do Alentejo, e de sua mulher Maria da Piedade Leite Pereira Jardim, irmã do 1.º Conde de Valenças e filha do 1.º Visconde de Monte São.
Licenciado em Medicina pela Faculdade de Medicina da Universidade de Lisboa, anatomista, Professor da Escola Médico-Cirúrgica de Lisboa e da Faculdade de Medicina da Universidade de Lisboa.
Sócio Efetivo da Academia das Ciências de Lisboa e doutras Academias Portuguesas e estrangeiras, publicista, autor de vários trabalhos científicos, especialmente sobre anatomia e antropologia.Publicou, também, obras de caráter histórico, filosófico e autobiográfico.
A 30 de Maio de 1919 foi eleito Senador da República Portuguesa pelo Distrito de Lisboa.
Em 1915 foi o 44.º Presidente da Câmara Municipal de Lisboa.
Entre 1925 e 1926, foi Reitor da Universidade de Coimbra.
Casou em Lisboa, São Mamede, a 15 de Outubro de 1906 com Maria do Castelo da Veiga Raposo (Montemor-o-Novo, Lavre, 21 de Junho de 1886 - Lisboa, 26 de Maio de 1950), filha de Joaquim Nunes Vieira Raposo (Coruche, Coruche, 1 de Março de 1864 - ?) e de sua primeira mulher (Coruche, Coruche, 9 de Outubro de 1885) Francisca Antónia da Veiga (Montemor-o-Novo, Lavre, 16 de Outubro de 1865 - 1891), da qual teve três filhas:
- Maria Luísa Raposo de Vilhena (Lisboa, Lapa, 14 de Julho de 1907 - Lisboa, 25 de Julho de 1927), solteira e sem geração
- Maria Amélia Raposo de Vilhena (Lisboa, Anjos, 5 de Março de 1909 - Lisboa, 11 de Dezembro de 1929), solteira e sem geração
- Letícia Maria José Raposo de Vilhena (Lisboa, Campo Grande, 27 de Junho de 1924 - Lisboa, 13 de Junho de 2020), casada em Ourém, Fátima, no Santuário de Fátima, a 4 de Junho de 1952 com João Carlos de Carvalho Sacadura (Coimbra, Sé Nova, 26 de Janeiro de 1924 - Lisboa, 27 de Outubro de 1985), Licenciado em Medicina pela Faculdade de Medicina da Universidade de Lisboa, filho de João Guedes das Neves Sacadura, Coronel de Infantaria, e de sua mulher Fernanda de Paula de Carvalho, do qual teve dois filhos:
  - Maria do Castelo de Vilhena Sacadura Gil Fernandes (3 de Março de 1955)
  - João Henrique Vilhena de Sacadura (15 de Abril de 1956)